# Molophilus (Molophilus) pollex
Molophilus (Molophilus) pollex is een tweevleugelige uit de familie steltmuggen (Limoniidae). De soort komt voor in het Nearctisch gebied.